# تپه دره نسو ۴
تپه دره نسو ۴ مربوط به عصر آهن است و در شهرستان خرم‌آباد،  ۱/۳ کیلومتری غرب منطقه دره نسو واقع شده و این اثر در تاریخ ۱۸ اسفند ۱۳۸۷ با شمارهٔ ثبت ۲۵۲۸۳ به‌عنوان یکی از آثار ملی ایران به ثبت رسیده است.